# Rocca di Monte Battaglia
Die Rocca di Monte Battaglia ist die Ruine eines langobardischen Befestigungsturms auf der gleichnamigen Erhebung in Casola Valsenio in der italienischen Emilia-Romagna.
Die Herkunft des Toponyms, das im Mittelalter als „Monte de Batalla“ oder „Montis Battagliae“ dokumentiert ist, ist unsicher: Einigen Geschichtswissenschaftlern zufolge bezieht es sich auf eine Schlacht, von der man weiß, dass sie hier im 6. Jahrhundert zwischen den Goten und den Byzantinern stattgefunden hat, wogegen andere meinen, dass er aus der Zeit des Langobardenreiches (7.–8. Jahrhundert) stamme und der Begriff „Battaglia“ (dt.: Schlacht) eine Verballhornung des langobardischen Begriffes „Pataia“ (dt.: Zerriss, oder besser: Wehender Lappen oder Stück Stoff) darstellt.

## Geschichte
Aus langobardischer Zeit stammt der Turm unter dem Gipfel der 715 m hohen Anhöhe, der einen Teil der Verteidigungslinie entlang des Hügelkamms zwischen dem Senio und dem Santerno und damit an der Grenze zwischen dem Territorium der Langobarden und dem Besitz des byzantinischen Exarchates von Ravenna bildete. Der Monte Battaglia stellte später weiterhin den Brennpunkt der militärischen Organisation zur Verteidigung der beiden Flusstäler und der Ebene zwischen Imola und Faenza dar.
Ein Castrum de Monte de Battalla, das Imola gehörte, ist erstmalig in einem Dokument aus dem Jahre 1154 belegt. 1390 beschloss der Senat von Bologna, in dessen Besitz die Anlage gelangt war, die Zerstörung der Festung: Den Auftrag zur Zerstörung erhielten Ugolino di Boccadiferro und 500 Pioniere.
1392 befand sich der Hügel in Besitz der Familie Alidosi, die die Festung wieder aufbauen ließen, dann fiel sie an Guidantonio Manfredi aus Faenza. Dessen Sohn, Taddeo, Herr von Imola, ließ sie gegen die Eroberungsversuche seines Onkels Astrorgio befestigen, der sie aber 1462 mit einer List der Festungsanlage bemächtigte. Dennoch war er gezwungen, sie zurückzugeben.
Die Festung fiel später an Girolamo Riario, und dann weiter an Caterina Sforza, die Herrin von Imola. 1494 wurde an der Nordseite eine Bastion an den Turm angebaut, die heute noch erhalten ist; sie ist ein Werk des Baumeisters Bruchello. 1502 wurde die Festung von Cesare Borgia erobert, aber zwei Jahre später war sie schon unter der Herrschaft der Republik Venedig und 1505 gelangte sie zurück in den Besitz des Heiligen Stuhls, in dessen Namen die Stadt Imola dort einen Kastellan unterhielt. Im Oktober 1506 kam dort Papst Julius II. auf seinem Weg nach Imola vorbei.
Im Laufe des 16. Jahrhunderts wurden die Festungswerke von der Evolution der Militärtechnik überholt und so verlor auch die Rocca di Monte Battaglia ihre Bedeutung und ihr Prestige, sodass die Stadt Imola 1601 niemanden mehr fand, der dort den Posten eines Kastellans bekleiden wollte. Kurze Zeit war in dem Festungsbau eine franziskanische Einsiedelei untergebracht und 1640 verpflichtete Imola die Gemeinde Casola Valsenio, auf deren Gebiet sich die Festung befindet, dort eine bewaffnete Wache zu unterhalten. Die Einwohner von Casola Valsenio erhielten dagegen aber die Erlaubnis, die Festung abzureißen, und das Gebäude war so dem Verfall preisgegeben. Ein Erlass von 1757 verbot es, „von dort Steine, Fragmente oder Anderes der genannten Festung oder des Turms wegzuschaffen“.
Nach der Einigung Italiens wurden die Reste der Festung ein Zufluchtsort für Räuber, meist ehemalige Schmuggler, die zwischen dem Kirchenstaat und dem Großherzogtum Toskana agiert hatten. Ende des 19. Jahrhunderts war die Ruine mit einer Familie von Kleinbauern belegt, die einige Räume zwischen Turm und Mauer auf der Südostseite nutzten. Denen folgte eine weitere Bauernfamilie, die die Anlage aber 1942 endgültig aufgab.

### Die Kämpfe von 1944
Am 24. September 1944 begann ein Partisanenbataillon der 36. Brigade Garibaldi, 250 Mann in 6 Kompanien, die im Apennin von Imola und Faenza operierten, mit einer Infiltrierungsbewegung, die am Vormittag des 27. September zur Eroberung des Monte Battaglia führte. Am selben Vormittag griff eine Gruppe von Partisanen die deutschen Einheiten an, die den Gipfel des Monte Carnevale verteidigten. Auf der anderen Seite des Berges operierten ohne Wissen der Partisanen die Soldaten des 350. Regiments der 88. Infanteriedivision der Vereinigten Staaten (Blue Devils), die daran beteiligt waren, die Gotenstellung zu durchbrechen, die in Süd-Nord-Richtung der Wasserscheide zwischen den Flüssen Senio und Santerno folgte. Nachdem sich die beiden Kampfeinheiten getroffen hatten, wurden die Amerikaner am Nachmittag des 27. September zum Monte Battaglia geführt. Dort hatte sich bereits im Winter 1943 ein Kern der Partisanen und Regimeverweigerer aufgehalten, aber dies war von den Faschisten nicht als besonderer Grund zur Besorgnis eingestuft worden. Dieses Mal allerdings mussten die Partisanen im Angesicht der Front, da sie schon einmal auf dem Berg waren, im Regen einen Angriff des 290. Deutschen Artillerieregiments mit Teilen der 44. und der 715. Division unterstützen, die auch unter Beteiligung dreier Kompanien der Blue Devils zurückgeschlagen wurden.

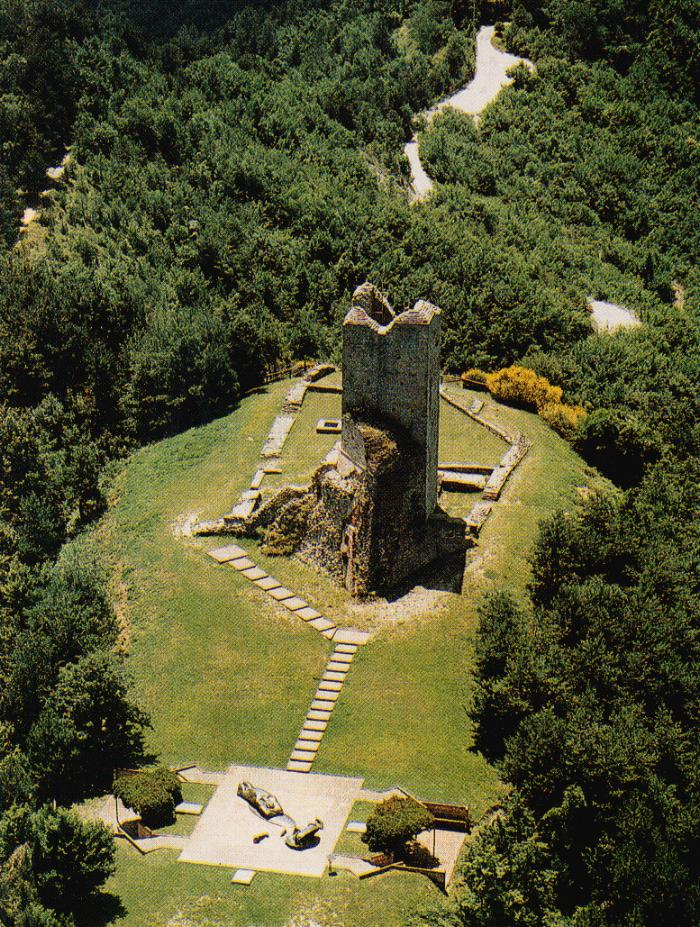
Luftbild der Rocca di Monte Battaglia

Die Kämpfe setzten sich weitere fünf Tage fort, aber die Deutschen wurden, trotz Verstärkung durch die Adriafront und der Hilfe durch Kräfte der Republik von Salò erneut mit enormen Verlusten zurückgeschlagen. Die Kämpfe der Partisanenbrigaden an der Seite des amerikanischen Militärs waren eine Episode von hohem strategischen und militärischen Wert im Zuge der Befreiung Italiens von den Faschisten. Das 350. Regiment der 88. Division erhielt den Namen „Monte Battaglia“.
Am 3. Oktober überließ die amerikanische Truppe den Posten der 1. Brigade der Welsh Guards, die bis zum 11. Oktober den letzten deutschen Angriffen entgegentreten mussten. Die Kämpfe waren besonders blutig, aber das Opfer an Menschenleben – über 2000 Gefallene – hatte keine sofortigen Auswirkungen: Obwohl die Eroberung des Monte Battaglia den Weg in die Poebene wies, wurde der Vorstoß der Alliierten aus strategischen und militärischen Gründen bis zum Frühjahr des Folgejahres zum Stillstand gebracht.
Infolge der Kämpfe und wegen der Intensität des Artillerieeinsatzes wurden die Reste der Rocca di Monte Battaglia zerstört: Es blieb nur noch der Stumpf des Turms und ein Pfeiler der Umfassungsmauer, der dann unmittelbar nach dem Krieg einstürzte.
Die letzte Offensive der Alliierten wurde im April 1945 gestartet. Das Seniotal wurde von der Kampfgruppe „Friaul“, die in das 10. Corps der britischen Armee integriert war, befreit. Für die Opfer an seiner Bevölkerung und seine Rolle im Partisanenkampf wurde Casola Valsenio das Croce di Guerra al Valor Militare verliehen.

## Restaurierung
1973 lenkte ein Studientag über den Monte Battaglia, den die Pro-Loco-Gruppe von Casola Valsenio organisierte, die Aufmerksamkeit auf die Ruinen des Turms und unterstrich seinen Charakter als Bergfried einer Festung und nicht eines einzeln stehenden Turms. 1982 leitete die Gemeinde Casola Valsenio, der das Gelände zugefallen war, die Restaurierung des Grundstückes mit einer archäologischen Grabungskampagne ein, die Materialien aus dem 15. und 16. Jahrhundert zutage förderte, darunter Teller und Broschen aus bemaltem Majolika, glasierte Töpfe, Lanzenspitzen, Armbrüste und falsche Geldstücke, sodass man die Existenz einer heimlichen Münze zwischen 1510 und 1530, der Zeit der zeitweisen Aufgabe der Festung, annehmen konnte. Von 1985 bis 1987 wurden Restaurierungsarbeiten ausgeführt. Das hölzerne Dachgeschoss im Turm wurde rekonstruiert und die schlecht erhaltenen Mauern geflickt. Darüber hinaus wurde die Umfassungsmauer wiederhergestellt. 1988 wurde zur Erinnerung an die Schlacht im Zweiten Weltkrieg das Monumento alla Resistenza, alla Liberazione e alla pace tra i popoli (dt.: Denkmal an die Resistenza, die Befreiung und an den Frieden zwischen den Völkern) eingeweiht; es ist ein Werk in Bronze des Bildhauers Aldo Rontini, das die biblische Episode von David und Goliath zeigt, ein Symbol für die Freiheitskampf und den nachfolgenden Frieden. Letzte Restaurierungsarbeiten an der Festung wurden 2007 und 2008 durchgeführt. Der monumentale Architekturkomplex kann das ganze Jahr über besichtigt werden.
Vom Gipfel des Monte Battaglia kann man an klaren Tagen die gesamte Ebene der Romagna bis zum Adriatischen Meer überblicken. Durch das Gebirge kann man in der Ferne San Marino im Osten, den Monte Cimone im Westen, die Euganeischen Hügel und die Ostalpen im Nordosten sehen. Am 21. Juli 2020, um 5:47 (CEST) fotografierte der Amateurastronom ‚‘Claudio Lelli‘‘ aus Forlì den Sonnenaufgang hinter dem Umrissen des Monte Vojak (Istrien), der 240 km vom Monte Battaglia entfernt liegt.

## Wichtige Fakten
- 1950 wurde am 10. Jahrestag des Widerstandes von Professor Augusto Rinaldi Ceroni ein symbolischer Friedhof eingeweiht.
- 1988 wurden zur Erinnerung an die Partisanen und die amerikanischen und britischen Soldaten drei Steintafeln eingeweiht.
- 1990 wurde zur Erinnerung an die 1. Britische Wachbrigade eine Steintafel eingeweiht.
- 1998 wurde an der Basis des östlichen Sporns der Festung eine Steintafel zur Erinnerung an die deutschen Gefallenen enthüllt (Monte Battaglia ist der einzige Ort in Italien und in Europa, der eine deutsche Steintafel, aber vorwiegend für alle Streitkräfte, besitzt).
- Im Oktober 1998 fand ein Forscher aus Borgo Tossignano namens Renzo Grandi die Überreste des amerikanischen Infanteristen Harry Castilloux, der bei einem feindlichen Bombenangriff am 4. Oktober 1944 gefallen war. Neben den menschlichen Überresten fand man einen Teller und das Foto eines Mädchens (man nimmt an, von seiner Verlobten).
- Im Oktober 2001 besuchten bei derselben Gelegenheit und als Zeichen des Friedens und der Versöhnung die Welsh Guards und die Deutschen der 305. Infanteriedivision den Monte Battaglia.
- Im September 2004 besuchten Vertreter aller bedeutenden Streitkräfte aus der damaligen Zeit auf Einladung der Gemeinde Casola Valsenio zum 60. Jahrestag der kriegerischen Ereignisse vom September/Oktober 1944 die Festung. Im selben Jahr wurde eine Steintafel zur Erinnerung an die 1. Britischen Division am Monte Cece (759 m Seehöhe) eingeweiht, ein Ort vieler Kämpfe, der nicht weit vom Monte Battaglia entfernt, ebenfalls auf dem Gebiet der Gemeinde Casola Valsenio, liegt.
- Am 2. September 2012 wurden Informationstafeln über die Geschichte des Monte Battaglia von der Urgeschichte bis zum heutigen Tag eingeweiht.

## Neue Medien
Im September 2003 kam ein Videospiel mit dem Titel Medal of Honor: Breakthrough von Electronic Arts in den Verkauf. Dieses Videospiel ist das einzige der Serie Medal of Honor, das in Italien spielt, vorwiegend in Montecassino und am Monte Battaglia.